# Protonarthron microps
Protonarthron microps là một loài bọ cánh cứng trong họ Cerambycidae.